# 皮利什

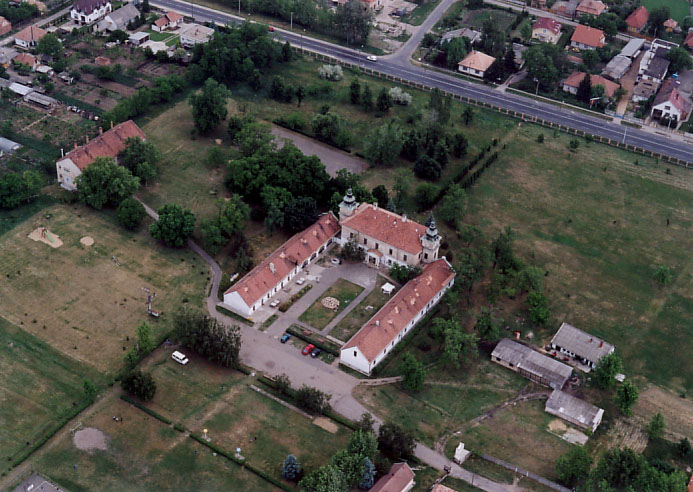

皮利什（匈牙利語：Pilis，匈牙利語發音：[ˈpiliʃ]）是匈牙利的城鎮，位於該國中部，距離首都布達佩斯46公里，由佩斯州負責管轄，面積47.30平方公里，2011年人口11,457，其中約四成居民信奉基督教。

## 外部連結
- Pilis.hu, the town's official homepage （页面存档备份，存于）
- History of Pilis in English （页面存档备份，存于） at the official homepage (pilis.hu)
- Street map （页面存档备份，存于） （匈牙利文）